# Dobri Terpeschew
Dobri Kolew Terpeschew (bulgarisch Добри Колев Терпешев; * 15. Mai 1884 in Isworowo; † 26. Januar 1967 in Sofia) war ein bulgarischer Politiker.

## Leben
Terpeschew wurde im Jahr 1902 Mitglied der Bulgarischen Sozialdemokratischen Arbeiterpartei. Er wurde zwei Mal zum Tode verurteilt, die Urteile wurden aber nicht vollstreckt. Von 1925 bis 1937 war er im Gefängnis inhaftiert. Ab 1938 war er Mitglied des Zentralkomitees der Bulgarischen Kommunistischen Partei. Später übernahm er die Funktion des Sekretärs des Zentralkomitees. Im Jahr 1941 wurde er erneut zu einer Gefängnisstrafe verurteilt, wobei ihm jedoch 1943 die Flucht gelang. Er gehörte zu den Führern der bulgarischen Partisanen während des Zweiten Weltkriegs. Von 1944 bis 1950 gehörte er dem Politbüro des Zentralkomitees seiner Partei an. Zeitweise war er Minister in der bulgarischen Regierung.